# Benno von Frankenberg-Ludwigsdorf
Benno von Frankenberg-Ludwigsdorf foi diretor da Colônia Dona Francisca, atual cidade de Joinville.
Ele também foi vereador da 1ª Legislatura monárquica joinvilense (1869-1874), fazendo 136 votos nas eleições municipais de 1868, pelo Partido Liberal. Frankenberg faleceu em 16 de maio de 1883.